# Emptinal
Emptinal is een plaats in de Belgische gemeente Hamois. Tot aan de fusie van Belgische gemeenten in 1977 behoorde Emptinal tot de gemeente Emptinne. Emptinal ligt in de provincie Namen.